# Weipa
Weipa (phát âm là / wi ː pə /) là thị xã lớn nhất trên bờ biển vịnh Carpentaria của bán đảo Cape York ở bang Queensland, Australia. Theo điều tra dân số năm 2006, Weipa có dân số 2.830; người, là cộng đồng lớn nhất trên bán đảo Cape York. Nó tồn tại vì các mỏ bauxite lớn dọc theo bờ biển. Port of Weipa chủ là đơn vị chủ yếu có quyền khai thác và xuất khẩu của bauxite và gia súc.
Weipa nằm ngay phí nam Duyfken Point, địa điểm đầu tiên nơi dân châu Âu tiếp xúc với thổ dân Úc. Nhà thám hiểm người Hà Lan Willem Janszoon, trên tàu của các Duyfken, nhìn thấy bờ biển ở đây năm 1606, sự kiện này xảy ra 164 năm trước khi thuyền trưởng James Cook đi thuyền lên bờ biển phía đông của Australia.
Năm 2010, chính quyền bang đã hủy bỏ dự án khai thác mỏ bauxite tại đây với lý do bảo vệ môi trường.